# 埃尔洛夫医生
《埃尔洛夫医生》（西班牙語：El siniestro doctor Orloff）是一部1982年的西班牙恐怖電影，由傑斯·佛朗哥執導，霍華德·弗農主演。
本片是這位西班牙導演為埃尔洛夫医生這一角色打造的第四部也是倒數第二部影片，這位瘋狂的科學家和外科醫生是受到喬治·弗朗敘1959年電影《没有面孔的眼睛》的啟發，他利用一些年輕女性來嘗試使處於昏迷狀態、面部毀容的女兒重獲新生。

## 剧情
曾经，同样可怕、恶魔般和毫无道德的埃尔洛夫医生曾试图通过面部移植来恢复因一次严重烧伤事故而毁容的女儿梅利莎的容貌。许多被埃尔洛夫视为“可有可无”的妓女为这些实验付出了生命。当时一名名叫坦纳的警察揭开了埃尔洛夫可怕的行为，并终结了这个无良医生的罪行。在此过程中，埃尔洛夫医生和他的女儿丧生。至少人们一直这么认为。二十多年过去了……
事实上，埃尔洛夫博士和他的女儿都幸存了下来。自那以后，梅利莎一直处于人工昏迷状态，并且与她的父亲不同，她没有老去。这位可怕的医生仍然在努力恢复梅利莎的容貌。他的儿子阿尔弗雷德·埃尔洛夫将继续在他的意志下工作。然而，阿尔弗雷德满足的不是他父亲的变态癖好，因为他对他昏迷的姐姐产生了性欲，更渴望进行一次灵魂交换。他计划将梅利莎昔日的美丽与妓女的个性合二为一。因此，阿尔弗雷德看似毫无目标地穿越街头，大谈那些他打算为了上述原因而杀害的女人的堕落。就像他的父亲之前那样，阿尔弗雷德也依赖于一个愚蠢助手的帮助，但这次不是名叫莫尔福（如在《可怕的奥勒弗》中），而是安德罗斯，与老埃尔洛夫的忠实仆人一样是个瞎子。一旦阿尔弗雷德制服了受害者，安德罗斯就会将昏迷的妓女带到他的实验室。
在过去的二十年里，医学技术的进步也没有绕过埃尔洛夫家族。与以前的老埃尔洛夫不同，阿尔弗雷德·埃尔洛夫利用高度现代化的设备，可以将他的受害者分解成原子，并通过提取方法过滤出灵魂，然后将其传递到梅利莎的身体上。埃尔洛夫的永恒对手坦纳随后介入其中，这一次他甚至得到了自己妻子的帮助，她要作为诱饵诱骗这个绑架妓女的疯子。最终，恰恰是老埃尔洛夫医生阻止了儿子的邪恶计划，通过杀死陷入疯狂的儿子……